# Sieben letzte Worte

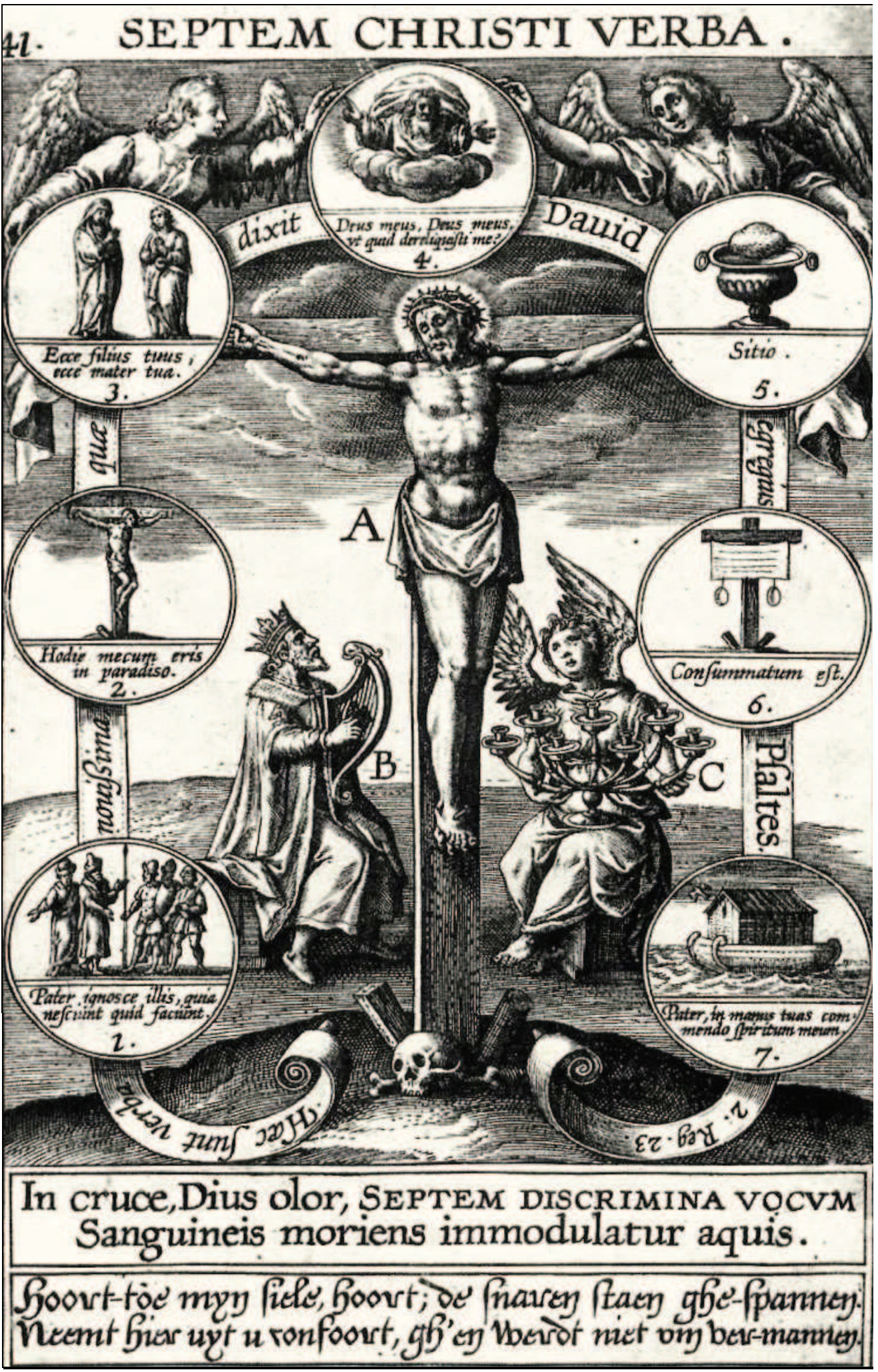
Sieben Worte Christi am Kreuz, Illustration, Niederlande, 17. Jahrhundert

Als die Sieben letzten Worte Jesu Christi werden die über die Passionsgeschichten der vier Evangelien des Neuen Testaments verteilten Worte Jesu nach der Kreuzigung bezeichnet. Diesen Worten wird im Christentum besondere Bedeutung beigemessen. Die Römisch-katholische Kirche bezeichnet diese Aussprüche offiziell als Sieben Letzte Worte und stellt sie parallel zur Passionsgeschichte in eine zeitliche Abfolge. Eine andere Bezeichnung ist Sieben Kreuzesworte.

## Übersicht
| Lutherbibel (2017) (Einheitsübersetzung (2016)) | Lutherbibel (2017) (Einheitsübersetzung (2016))                                                                             | Evangelium | Evangelium | Evangelium | Evangelium | Buch der Psalmen |
| Lutherbibel (2017) (Einheitsübersetzung (2016)) | Lutherbibel (2017) (Einheitsübersetzung (2016))                                                                             | Mt         | Mk         | Lk         | Joh        | Buch der Psalmen |
| ----------------------------------------------- | --- | ---------- | ---------- | ---------- | ---------- | ---------------- |
| 1                                               | „Vater, vergib ihnen, denn sie wissen nicht, was sie tun.“                                                                  |            |            | 23,34      |            |                  |
| 2                                               | „Wahrlich, ich sage dir: Heute wirst du mit mir im Paradies sein.“ (EÜ: „Amen, ...“)                                        |            |            | 23,43      |            |                  |

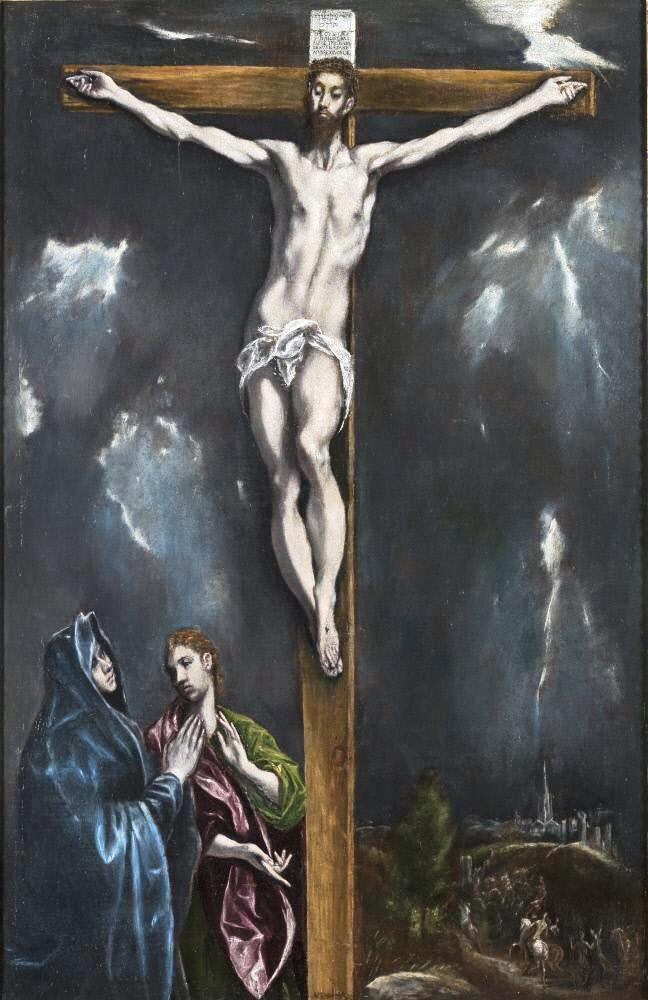
Kreuzigung mit Maria und Johannes von El Greco (John and Mable Ringling Museum, Florida)

| 3                                               | „Frau, siehe, das ist dein Sohn!“ / „Siehe, das ist deine Mutter!“ (EÜ: „Frau, siehe, dein Sohn!“ / „Siehe, deine Mutter!“) |            |            |            | 19,26–27   |                  |
| 4                                               | „Mein Gott, mein Gott, warum hast du mich verlassen?“                                                                       | 27,46      | 15,34      |            |            | 22,2             |
| 5                                               | „Mich dürstet.“ |            |            |            | 19,28      | 22,16            |
| 6                                               | „Es ist vollbracht.“ |            |            |            | 19,30      |                  |
| 7                                               | „Vater, ich befehle meinen Geist in deine Hände.“ (EÜ: „Vater, in deine Hände lege ich meinen Geist.“)                      |            |            | 23,46      |            | 31,6             |

## Historische Entwicklung der Sieben Kreuzesworte
Letzte Worte bedeutender Persönlichkeiten wurden in der Antike als Quintessenz ihres Wirkens wertgeschätzt. Dass von Jesus mehrere einander widersprechende Sterbeworte überliefert waren, bemerkte der Neuplatoniker Porphyrios um 300 und vermutete kritisch, dass nicht eine, sondern mehrere Personen am Kreuz gestorben seien. Um solche Kritik zu widerlegen, harmonisierten christliche Theologen die letzten Worte Jesu in den Evangelien schon frühzeitig; die Reihung der Sieben letzten Worte steht am Ende dieser Entwicklung.
Beginnend mit Tatians Diatessaron, entwickelte sich seit der Spätantike eine vielfältige Tradition von Evangelienharmonien. Dabei mussten die Kreuzesworte Jesu erzählerisch in eine Reihenfolge gebracht werden; auffällig ist, dass Lk 23,34 („Vater, vergib ihnen, denn sie wissen nicht, was sie tun“) an verschiedener Stelle eingeordnet wurde, bevor sich die Anfangsposition durchsetzte. Erstmals findet sich diese Reihenfolge der Kreuzesworte im Diatessaron des 547 fertiggestellten Codex Fuldensis; sie blieb im Wesentlichen in Mittelalter und Neuzeit konstant und findet sich übereinstimmend sowohl bei dem Jesuiten Robert Bellarmin als auch bei dem frühbarocken lutherischen Komponisten Heinrich Schütz.
Im Kontext der westkirchlichen Liturgie der Karwoche gewannen die Sieben Worte am Kreuz Bekanntheit. Schon im Frühmittelalter wurde die Passionsgeschichte nach Johannes an Karfreitag gelesen. Später kam die Lesung der Passionsgeschichte nach Matthäus am Palmsonntag hinzu, dann die Lesungen der Passionsgeschichte nach Markus und Lukas am Dienstag bzw. Mittwoch der Karwoche. Im Spätmittelalter popularisierte der Franziskanerorden Kreuzwegandachten mit einer unterschiedlichen Anzahl von Stationen. In all diesen Kontexten wurden die Kreuzesworte Jesu im Lauf der Karwoche verlesen und galten stets als zentrale Texte der jeweiligen Passionsgeschichte. Ein zweiter Impuls stammt aus den spätmittelalterlichen Andachtsbüchern, die für die Hand der Laien bestimmt waren. Siebenergruppen waren in dieser Art von Literatur sehr verbreitet, zum Beispiel als Betrachtung der Sieben Wunden Jesu oder eben der Sieben Worte Jesu am Kreuz. Letztere wurden in Beziehung zu den Sieben Todsünden gebracht und galten jeweils als Heilung einer Todsünde. (Um auf sieben Worte Jesu zu kommen, mussten das Wort an seine Mutter und das Wort an den Lieblingsjünger als eines gezählt werden.) Schließlich gewannen die Sieben Worte Jesu am Kreuz in der spätmittelalterlichen und frühneuzeitlichen Ars-moriendi-Literatur zusätzliche Bedeutung. Zu den Sterberiten zählte die Verlesung der Passionsgeschichte. Die Betrachtung des Kreuzes Jesu wurde empfohlen, und die Worte Jesu am Kreuz konnten als Stationen im eigenen Sterbeprozess meditiert werden. Dies wurde in den Kirchen der Reformation ungebrochen fortgesetzt. Im Luthertum wurde der Bericht über Martin Luthers Tod als vorbildhaft rezipiert, wobei Lk 23,46  als Sterbegebet besonderes Gewicht hatte. Die beispielsweise durch das Lied Da Jesus an dem Kreuze hing gebotene Abfolge der Kreuzesworte Jesu enthält zugleich eine Dramaturgie seines Sterbens, mit Gebeten in Anfangs-, Mittel- und Endposition. Jesu innerer Weg beginnt mit der Versöhnung und führt über die Warum-Frage zur Einwilligung in den eigenen Tod.
Ignatius von Loyola hatte in seinen Exerzitien (Nr. 297) eine Betrachtung über die Sieben Letzten Worte vorgesehen. Anfang des 18. Jahrhunderts entwickelte der Jesuit Alonso Messia Bedoya († 1732) in Lima aus dieser individuellen Betrachtung der Sieben Letzten Worte eine außerliturgische Andachtsform, die am Karfreitag von 12 Uhr mittags bis 15 Uhr gehalten wurde und deshalb Tres horas (‚drei Stunden‘) hieß. Der Brauch verbreitete sich über die spanischsprechenden Länder in Amerika bis nach Europa. Auch Joseph Haydn schuf sein berühmtes Werk Die sieben letzten Worte unseres Erlösers am Kreuze für eine solche Andacht in Cádiz. In Italien, wo Papst Pius VI. 1789 ihren Gebrauch erlaubte, hieß sie Tre ore di agonia. In der Church of England wurde diese Andachtsform als Three-hours service ab Mitte des 19. Jahrhunderts rezipiert und etablierte sich als fester Bestandteil der anglikanischen Karfreitagsliturgie; allerdings schwand ihre Popularität seit Mitte des 20. Jahrhunderts. Da es sich nicht um Liturgie im strengen Sinne handelte, wurden dabei (entgegen den Regeln für Gottesdienste am Karfreitag) auch Musikinstrumente und mitunter die Orgel verwendet. Bedingt durch frömmigkeitssoziologische Veränderungen und die Wiederentdeckung der eigentlichen liturgischen Feierformen des Karfreitags ist diese Andachtsform heute allerdings nicht mehr häufig anzutreffen.
Manche im Bereich der Palliative Care tätige christliche Seelsorger betrachten die Sieben letzten Worte Jesu als eine Art „Programm zum guten Sterben“ und entnehmen den Bibelstellen Impulse für die eigene Praxis der Sterbebegleitung.

## Exegese der einzelnen Kreuzesworte

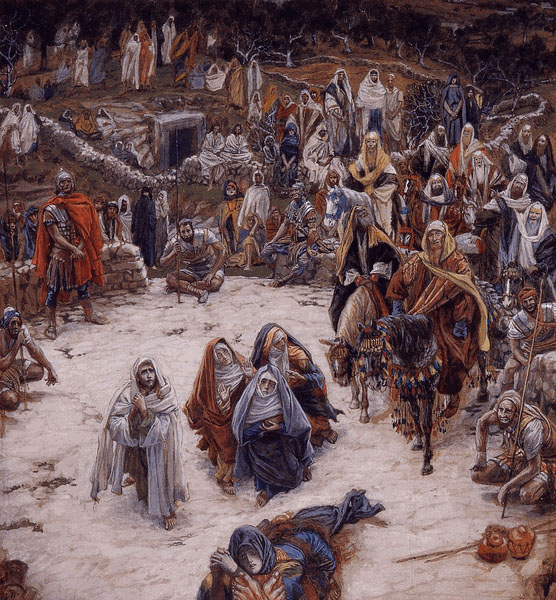
Was Christus vom Kreuz sah. Gemälde von James Tissot (1836–1902)

Die historisch-kritische Exegese nimmt an, dass diese Aussprüche von dem jeweiligen Evangelisten geformt worden sind, um seine Sicht auf Leiden und Sterben Jesu zum Ausdruck zu bringen. Franz-Georg Untergaissmair weist auf den „Pluralismus eines viergestaltigen Passionszeugnisses“ hin:
- Markus betont Dunkelheit und Not des Todes am Kreuz. Aber Gott reiße seinen Sohn aus der Macht des Todes heraus.
- Matthäus schließt sich an Markus an, bei stärkerer Herausarbeitung des Motivs, dass alles „gemäß der Schrift“ geschehen sei.
- Für Lukas ist Jesus wie in seinen Lebensstationen so auch in seinem Sterben Vorbild des Christen. Wichtiger ist für diesen Evangelisten aber, dass Jesus die verlorene Gemeinschaft des Menschen mit Gott neu ermöglicht habe.
- Bei Johannes überstrahlt die Verherrlichung des Sohnes durch den Vater den Skandal eines Verbrechertodes am Kreuz, mit dem Markus wie auch Paulus ringen.

Die Worte Jesu am Kreuz im Kontext des jeweiligen Evangeliums sind ein viel behandeltes Thema der Neutestamentlichen Bibelwissenschaft, aber üblicherweise nicht die Zusammenstellung einer Siebenergruppe letzter Worte. Michael Theobald würdigt die reiche geistliche Tradition, die sich aus den Sieben letzten Worten entwickelte, „aber eine differenzierte Lektüre der Sterbeszenen in den Evangelien fördert einen Reichtum an Aspekten zu Tage, die sich nicht einfach synthetisieren lassen, sondern verschiedene Bilder zeigen.“

### Markus- und Matthäusevangelium
„Mein Gott, mein Gott, warum hast du mich verlassen?“ (Mk 15,34 ; Mt 27,46 )
Diese Worte werden im griechischen Text der Evangelien als Transkription der aramäischen Übersetzung des 22. Psalms (Ps 22,2 ) im Evangelium nach Markus mit ελωι ελωι λαμμα σαβαχθανι eloi eloi lamma sabachthani beziehungsweise im Evangelium nach Matthäus mit ηλι ηλι λαμα σαβαχθανι eli eli lama sabachthani (eigentlich אֵלִי אֵלִי לְמָה שְׁבַקְתָּנִי ’eli, ’eli, lema schewaktani oder ܐܹܝܠ ܐܹܝܠ ܠܡܵܢܵܐ ܫܒܲܩܬܵܢܝ ’il, ’il, lmana schwaktan, im hebräischen Original des Psalms אֵלִ֣י אֵ֭לִי לָמָ֣ה עֲזַבְתָּ֑נִי ’ēlî, ’ēlî, lāmā ‘ăzaḇtānî, in der Lutherbibel: Eli, Eli, lama asabtani) wiedergegeben, in dem Jesus den Klageruf eines von Gott verlassenen Beters aufgreift bzw. den Psalm als Sterbegebet spricht. Diskutiert wird, ob Jesus nach Markus und Matthäus mit einem Schrei der Gottverlassenheit stirbt oder ob der ganze Psalm 22 mitzuhören ist. Da das Markusevangelium bei der Passion Jesu mehrfach auf diesen Psalm anspielt, ist letzteres naheliegend. Das Matthäusevangelium setzt auch textliche Signale, dass Gott beim Sterben Jesu am Kreuz verborgen anwesend ist. Aber die Gottverlassenheit des Sterbenden bleibt. „Wie der an Gott verzweifelnde Beter des 22. Psalms und wie unzählige Menschen nach ihm erfährt der Sohn Gottes in seiner eigenen Todesstunde Gott, seinen Vater, als verborgen und nicht offenbar, als ihn verlassend und nicht treu zu ihm stehend, als in Dunkelheit verhüllt und nicht in Herrlichkeit und Liebe strahlend, als nicht eingreifend und rettend, sondern schweigend.“

### Lukasevangelium
„Vater, vergib ihnen, denn sie wissen nicht, was sie tun.“ (Lk 23,34 )
Dieser Vers fehlt in den ältesten überlieferten Fassungen des Lukasevangeliums. Er wird in der 28. Auflage des Novum Testamentum Graece in doppelte eckige Klammern gesetzt und damit als späterer Zusatz gekennzeichnet. Die Fachdiskussion geht aber ungeachtet dessen weiter, zumal es sowohl für die Langfassung als auch für die Kurzfassung wichtige Textzeugen gibt. Für den längeren Text spricht, dass er lukanische Motive enthält (vgl. die Vateranrede im Gebet und die Bitte des Märtyrers Stephanus für seine Henker, Apg 7,60 ). Es gab für die frühen Christen durchaus Gründe, den Vers fortzulassen: Aus einer verbreiteten antijüdischen Grundhaltung heraus konnte es problematisch erscheinen, dass Jesus am Kreuz für die jüdischen Obrigkeiten betet, da sie unwissend gehandelt hätten. Grundsätzlich hatten die Leser Schwierigkeiten damit, dass Jesu Gebet ohne Antwort blieb.
„Amen, ich sage dir: Heute noch wirst du mit mir im Paradies sein.“ (Lk 23,43 )
Eine markante Änderung, die Lukas an seiner Vorlage, dem Passionsbericht des Markusevangeliums, vornimmt, ist der Dialog der beiden Verbrecher, die zu beiden Seiten Jesu gekreuzigt worden waren. Der Schächer zur Linken stimmt in den Chor der Spötter mit ein, die Jesus auffordern, sich als Messias zu erweisen, indem er sich selbst rettet. Der Spott erscheint bei ihm insofern gesteigert, als er wünscht, Jesus solle „sich selbst und uns“ helfen und sich so auf die gleiche Stufe mit Jesus stellt. Dafür wird er vom Schächer zur Rechten zurechtgewiesen, der sich sodann Jesus zuwendet und ihn um Rettung bittet. Jesus sagt ihm zu, er werde „heute“ mit ihm im Paradies sein. „Vermutlich soll betont werden, daß der mit Christus Lebende ... in die Christusgemeinschaft hinein stirbt, ohne daß über Einzelvorstellungen eines Lebens nach dem Tod nachgedacht wird.“ Dieser Zusage entspricht im Lukasevangelium die Wiederannahme des verlorenen Sohnes; Gleichnis und Kreuzeswort verdeutlichen je auf ihre Weise den Sinn des Wirkens Jesu.
„Vater, in deine Hände lege ich meinen Geist.“ (Lk 23,46 )
Unter der Annahme, dass der Verfasser des Lukasevangeliums das Markusevangelium kannte, ist bemerkenswert, dass er Ps 22,2 durch ein anderes Psalmzitat ersetzte. Hier der Kontext im Psalm 31: „Du wirst mich befreien aus dem Netz, das sie mir heimlich legten; / denn du bist meine Zuflucht. In deine Hand lege ich voll Vertrauen meinen Geist; du hast mich erlöst, HERR, du Gott der Treue.“ (Ps 31,5–6 ) Auch im Lukasevangelium bleibt Psalm 22 zur Deutung des Todes Jesu wichtig. Aber das Psalmwort im Mund des Sterbenden hält an der Treue Gottes fest.

### Johannesevangelium
„Frau, siehe, dein Sohn!“ und: „Siehe, deine Mutter!“ (Joh 19,26–27 )
Beide Jesusworte gehören zusammen. Vordergründig vertraut Jesus seine Mutter Maria der Fürsorge des Lieblingsjüngers an, um ihre künftige Versorgung sicherzustellen. Auf der symbolischen Ebene werden die Familie Jesu, für die Maria steht, und die Jüngergemeinde miteinander verbunden.
„Mich dürstet.“ (Joh 19,28 )
Während die synoptischen Evangelien vom physischen Durst Jesu berichten, dem man daraufhin Essig reichte, kommt im Johannesevangelium eine symbolische Dimension hinzu. Die Begegnung mit der Samaritanerin am Brunnen (Kapitel 4) mit der Frage nach dem Lebenswasser klingt an. Der Evangelist kennzeichnet dieses Jesuswort außerdem als „Erfüllung der Schrift“; mehrere Psalmverse können gemeint sein (siehe die Tabelle).
„Es ist vollbracht.“ (Joh 19,30 )
Mit diesem Zitat zeigt der Evangelist, dass auch für ihn Psalm 22 Bezugsrahmen zum Verständnis des Todes Jesu am Kreuz ist. Im Sinne der johanneischen Christologie lässt sich altgriechisch τετέλεσται tetélestai auch übersetzen als: „Es ist verwirklicht“, d. h. alles, was zur Erfüllung der Schrift notwendig war, und zuletzt das Trinken vom Essigwasser, wurde vollzogen und damit „das Ganze der Passion, auf das Jesus [Joh] 18,4 vorausgeblickt hatte, realisiert.“

## Rezeption der Sieben Kreuzesworte

### Musik
Die sieben Worte wurden mehrfach vertont; am bekanntesten ist Joseph Haydns Werk Die sieben letzten Worte unseres Erlösers am Kreuze, das in mehreren Fassungen für Orchester, Streichquartett, Tasteninstrument und als Oratorium vorliegt.
In einer Wiener Handschrift von 1494 ist das Lied Da Jesus an dem Kreuze hing in Text und Melodie erhalten. Jedem der Sieben Letzten Worte Christi ist darin eine Strophe gewidmet. Am bekanntesten wurde es in der Textvariante von Johann Böschenstein und in der Melodie von Ludwig Senfl. Weitere Versionen zum Teil mit anderen Texten stammen von Johann Sebastian Bach (Orgelbüchlein, Da Jesus an dem Kreuze stund, BWV 621) und zuletzt von Johann Nepomuk David sowie Heinrich Spitta (Da Jesus an dem Kreuze stund, op. 95). Auch Paul Gerhardt beschäftigte sich mit dem Thema (Hör an, mein Herz, die sieben Wort).
Auch in anderen Passionskompositionen des 16. Jahrhunderts tauchen Christi letzte Worte auf, so in der Matthäus-Passion von Antoine de Longueval (um 1505), in der Summa passionis von Jacobus Gallus (1587) und in der Johannespassion von Leonhard Lechner (1593), aber immer nur als Teil der Passionsgeschichte. Die ersten selbstständigen Werke sind Die Sieben Wortte unsers lieben Erlösers und Seeligmachers Jesu Christi von Heinrich Schütz (1645, SWV 478), die Passionsmusik über die sieben Worte Jesu am Kreuz von Augustin Pfleger (1670) und der Kantatenzyklus Die sieben Worte des Heylands am Kreuz von Christoph Graupner (1743). Bei diesen älteren Vertonungen ist das vierte Wort „Mein Gott, mein Gott, warum hast Du mich verlassen?“ oft besonders betont.
In der Epoche der Empfindsamkeit rückte der betrachtende Mensch eher in den Mittelpunkt der Passion als der leidende Christus, und alle Sieben Worte finden sich nur noch ausnahmsweise in einer Komposition. Eine solche Ausnahme ist das Gedicht Der Tod Jesu von Karl Wilhelm Ramler (1754), das unter anderem von Carl Heinrich Graun (Der Tod Jesu, 1755), Georg Philipp Telemann (1756) und Christian Ernst Graf (1780) vertont wurde.

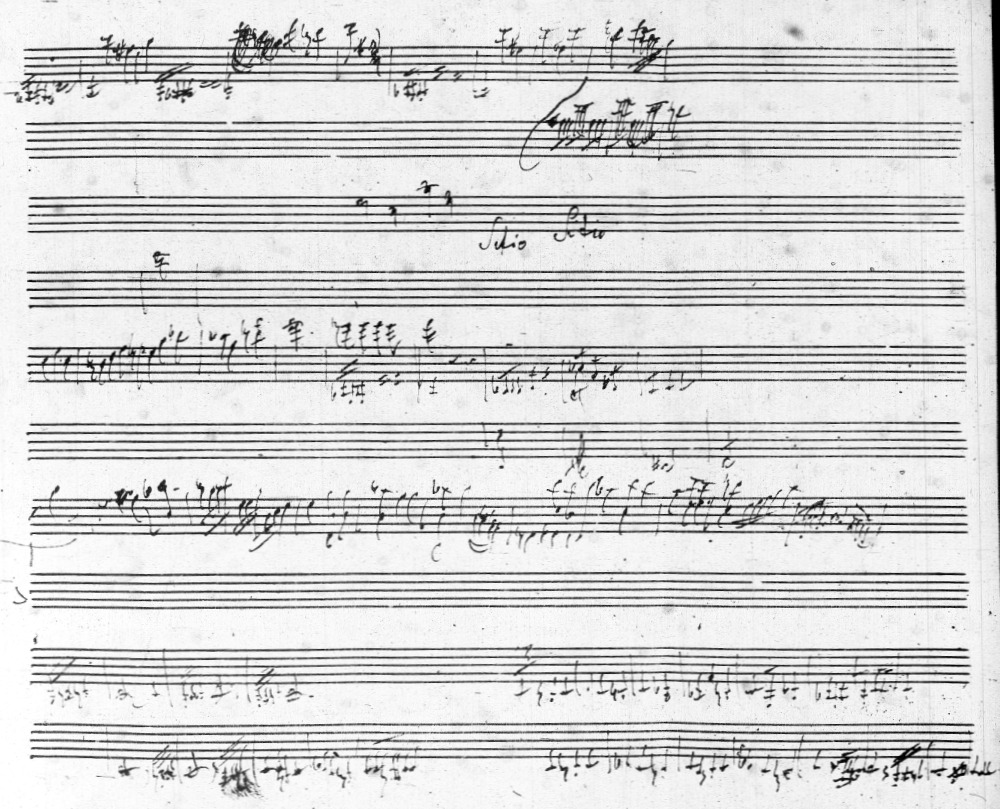
Skizze zum fünften Wort Sitio. („Mich dürstet.“) von Joseph Haydn

Im 19. und 20. Jahrhundert schlossen sich eine Reihe französischer Kompositionen an: Les sept paroles de Jésus-Christ von Guillaume Marcel de Marin (um 1800), La rédemption, Mystére a cinq Parties, 5me Partië: Les Sept Paroles von Giulio Alary (1850), Les Sept Paroles de N. S. J. C. sur la Croix von Charles Gounod (1855), Les Sept paroles du Christ von César Franck (1859), Les Sept Paroles du Christ von Théodore Dubois (1867), Les Sept Paroles de Notre Seigneur Jésus-Christ von Adolphe Deslandres (1867), Les Sept Paroles de Notre Seigneur en Croix von Fernand de La Tombelle (1904), Sept Chorals-Poëmes d’Orgue pour les sept paroles du Xrist von Charles Tournemire (1935), La Passion von Georges Migot (1942) und Les Sept Dernieres Paroles du Christ von Jean-Marie Depelsenaire (1961). Und auch in anderen Ländern wurde das Thema wieder verstärkt aufgegriffen, so Das Sühneopfer des neuen Bundes von Carl Loewe (1847), Christus von Felix Draeseke (1905), La Passione von Gian Francesco Malipiero (1935), Passionsmusik für gemischten Chor und sechs Soloinstrumente nach Worten der Evangelisten von Gerhard Siegfried Förster (1966) und Sieben Worte Jesu am Kreuz für Violoncello, Bajan und Streicher von Sofia Asgatowna Gubaidulina (1982). Vor wenigen Jahren reihten sich Ruth Zechlin mit Die sieben letzten Worte Jesu am Kreuz (1996) und Zsolt Gárdonyi mit Die sieben letzten Worte am Kreuz (1998) in die Liste ein. Auch Andrew Lloyd Webbers Jesus Christ Superstar (1970) enthält sechs der Sieben Letzten Worte.
Im 21. Jahrhundert schuf Enjott Schneider seine häufig aufgeführte und u. a. von Hortense von Gelmini bebilderte Komposition Sieben letzte Worte Jesu (2013). Auch die 7 Worte für Bariton und Kammerorchester (2017/18) von Philipp Ortmeier erlebten im Zusammenspiel mit Tanz und Lyrik zahlreiche Aufführungen.

### Bildende Kunst
In der Malerei wurden sowohl einzelne der letzten Worte Jesu bildlich dargestellt als auch – selten – alle sieben Worte. Eine der frühesten Darstellungen (17. Jahrhundert) ist der abgebildete Holzschnitt aus den Niederlanden, der alle sieben Worte in einem Kreuzigungsbild als Miniaturen schriftlich (in lateinischer Sprache) wiedergibt. Das Wort an seine Mutter Maria und den Lieblingsjünger ist der Grund dafür, dass auf vielen Kreuzigungsdarstellungen Maria und Johannes trauernd unter dem Kreuz dargestellt sind. El Greco nahm dieses Thema in ungewöhnlicher Weise auf, indem er den Moment darstellte, in dem der noch lebende Jesus diese Worte spricht und Johannes sich Maria zuwendet.

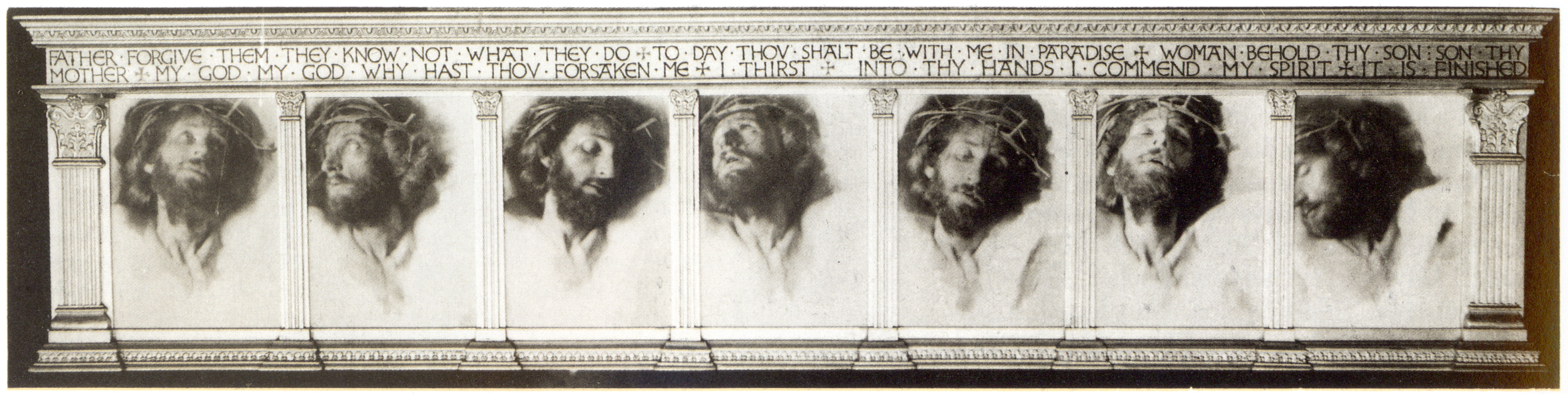
Fred Holland Day: The Seven Words, 1898 (Metropolitan Museum of Art)

Fred Holland Day schuf 1898 eine kontrovers beurteilte Serie von Selbstporträts unter dem Titel The Seven Words.
Barnett Newmans vierzehnteiliger Bilderzyklus The Stations of the Cross – Lema Sabachthani (1958/66) nimmt im Titel Bezug auf das Sterbewort Jesu nach Markus und Matthäus, bzw. das vierte der sieben Kreuzesworte Jesu.
In einem siebenteiligen Gemäldezyklus von Hortense von Gelmini (1988) sind die sieben Worte jeweils einzeln ins Bild gesetzt.

### Film
Während einige Verfilmungen des Lebens Jesu einem Evangelium folgen, wurde mehrfach eine Kombination aller Worte Jesu am Kreuz, die sich in den Evangelien finden, filmisch umgesetzt, beispielsweise The Greatest Story Ever Told (George Stevens, 1965) und The Passion of the Christ (Mel Gibson, 2004). In King of Kings (Nicholas Ray, 1961) und Jesus of Nazareth (Franco Zeffirelli, 1977) fehlt jeweils Joh 19,28 .

### Kirchenlehrer
- Robert Bellarmin: Die sieben Worte Christi am Kreuz. Kulmbach, Verlagsbuchhandlung Sabat 2015. ISBN 978-3-943506-19-8.

### Lexikonartikel
- Franz-Georg Untergaissmair, Günther Massenkeil: Kreuzesworte Jesu. In: Walter Kasper (Hrsg.): Lexikon für Theologie und Kirche. 3. Auflage. Band 6. Herder, Freiburg im Breisgau 1997, Sp. 457–458.
- Naomi Billingsley, Joshua Ezra Burns, Peter Gemeinhardt, Chris Keith, Andreas J. Köstenberger, Siobhán Dowling Long, Theresa Sanders, Kyle Schiefelbein-Guerrero, Eric Ziolkowski: Last Words of Jesus. In: Encyclopedia of the Bible and Its Reception (EBR). Band 15, De Gruyter, Berlin/Boston 2017, ISBN 978-3-11-031332-1, Sp. 853–870.

### Exegese
- Anna Maria Schwemer: Jesu letzte Worte am Kreuz (Mk 15,34; Lk 23, 46; Joh 19,28ff) . In: Theologische Beiträge 29 (1998), S. 5–29. (Online)
- Michael Theobald: Der Tod Jesu im Spiegel seiner „letzten Worte“ vom Kreuz. In: Theologische Quartalschrift 190 (2010), S. 1–30.

### Rezeption in Liturgie und Seelsorge
- Angelika Daiker, Judith Bader-Reissing: Versöhnt sterben. Palliative Care im Licht der letzten sieben Worte Jesu. Patmos Verlag, Freiburg i. B. 2014. ISBN 978-3-8436-0531-1.
- Ulrich Wendel: Sieben Worte für das Leben. Ein Begleiter für die sieben Wochen der Passionszeit SCM R. Brockhaus, Witten 2013. ISBN 978-3-417-26523-1.
- The Devotion Of The Three Hours Agony On Good Friday, with an introduction by Herbert Thurston (1899) (Digitalisat im Internet Archive)